# آلشوتلکش
آلشوتِلِکش (به مجاری:  Alsótelekes) یک سکونتگاه مسکونی در مجارستان است که در بورشود-آبااوی-زمپلن واقع شده‌است.